# Mauri König
Mauri König é um jornalista brasileiro, diretor da Associação Brasileira de Jornalismo Investigativo e atua como repórter especial da Gazeta do Povo.

## Biografia
É graduado em Letras e em Jornalismo, com pós-graduação em Jornalismo Literário. Trabalhou nos jornais Folha de Londrina, O Estado do Paraná, Gazeta Mercantil, O Estado de S. Paulo e atualmente é repórter especial da Gazeta do Povo, de Curitiba (PR). Em 20 anos de carreira, ganhou 21 prêmios de jornalismo, entre eles dois Esso, dois Embratel, três Vladimir Herzog. Também venceu por duas vezes o Lorenzo Natali Prize, concedido pela União Europeia. Recebeu ainda o Prêmio de Direitos Humanos da Sociedade Interamericana de Imprensa. Publicou em 2008 o livro "Narrativas de um correspondente de rua", reunindo 15 de suas maiores reportagens.
Em 2012 foi premiado com Prêmio Liberdade de Imprensa Internacional do Committee to Protect Journalists, uma ONG, dos EUA.